# Alexéi Kozlov

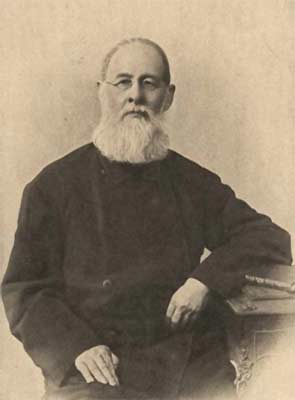
Alexéi Kozlov.

Alexéi Alexándrovich Kozlov (en ruso: Алексей Александрович Козлов; 20 de febrero de 1831-12 de marzo de 1901) fue un filósofo ruso conocido por sus contribuciones al idealismo ruso. Es conocido como el fundador del movimiento «neoleibniziano» en Rusia, que implicó la actualización de las ideas del filósofo Gottfried Wilhelm Leibniz, así como de las obras de R. H. Lotze y Gustav Teichmüller. La filosofía de Kozlov también se considera precursora de la metafísica personalista rusa.
La influencia de Kozlov en la filosofía rusa se extendió más allá de sus propias ideas. Desempeñó un papel crucial en la defensa de la filosofía especulativa contra el positivismo dominante de su tiempo. El legado de Kozlov es significativo debido a sus contribuciones al desarrollo de la filosofía rusa a finales del siglo XIX y al impacto continuo de sus ideas filosóficas en el siglo XX.

## Biografía
Alexéi Kozlov nació en 1831 en Moscú. Inicialmente estudió Física y Matemáticas, pero más tarde se licenció en Literatura en 1854. Kozlov se sintió atraído por las ideas de Ludwig Feuerbach y Charles Fourier, que le llevaron a desarrollar puntos de vista socialistas. Sus creencias resultaron en una breve pena de prisión en 1866 y la pérdida de su puesto de profesor en una escuela secundaria de Moscú.
Kozlov profundizó en la filosofía en la década de 1870, influenciado sucesivamente por Arthur Schopenhauer, Eduard von Hartmann e Immanuel Kant. Se convirtió en profesor de filosofía en la Universidad de Kiev en 1876, donde fundó la primera revista filosófica rusa, Filosofskii trekhmesiachnik (Trimestral Filosófico). Durante este tiempo, desarrolló su propia posición madura bajo la influencia de Leibniz y sus seguidores, como Hermann Lotze y Gustav Teichmüller.
Después de jubilarse debido a una enfermedad en 1887, Kozlov se mudó a San Petersburgo y publicó sistemáticamente sus opiniones en una revista privada llamada Svoe slovo, que se publicó ocasionalmente entre 1888 y 1898. Murió en San Petersburgo en la primavera de 1901.

## Filosofía
Kozlov fue un defensor de una metafísica pampsiquista y desarrolló una forma de monadología, en la que las mónadas eran capaces de una interacción esencial, a diferencia de la teoría de la armonía preestablecida de Leibniz. Kozlov conceptualizó estas mónadas como espirituales y conscientes, y servían como base de toda la realidad. Formaban una totalidad cerrada basada en una Sustancia Suprema, Dios, dentro de la cual cada mónada estaba conectada con las demás.
Kozlov veía el cuerpo humano como una colección de sustancias espirituales menos conscientes, con las que el ego interactuaba hasta la muerte. Sugirió que después de la muerte, el ego se reencarna mediante la interacción con otras sustancias espirituales para formar un nuevo cuerpo.
El filósofo ruso Nikolái Loski estuvo muy influenciado por las ideas de Kozlov, y en un artículo de 1901 titulado Kozlov: His Panpsychism, Loski expuso el sistema de Kozlov.